# Attidops nickersoni
Attidops nickersoni là một loài nhện trong họ Salticidae.
Loài này thuộc chi Attidops. Attidops nickersoni được Edwards miêu tả năm 1999.